# Sölvesborgsviken
Sölvesborgsviken este o arie protejată (arie de protecție specială avifaunistică — SPA) din Suedia întinsă pe o suprafață de 167,5 ha, integral pe uscat.

## Localizare
Centrul sitului Sölvesborgsviken este situat la coordonatele 56°02′55″N 14°35′56″E / 56.0485°N 14.5988°E.

## Înființare
Situl Sölvesborgsviken a fost declarat arie de protecție specială avifaunistică în aprilie 2004 pentru a proteja 13 specii de animale.

## Biodiversitate
Situată în ecoregiunile continentală și marină baltică, aria protejată nu include niciun habitat protejat.
La baza desemnării sitului se află mai multe specii protejate de  păsări (13): pescăruș albastru (Alcedo atthis), rață-cu-cap-castaniu (Aythya ferina), rața moțată (Aythya fuligula), Branta leucopsis, erete de stuf (Circus aeruginosus), lebădă de iarnă (Cygnus cygnus), lișiță (Fulica atra), ferestraș mic (Mergus albellus), Mergus serrator, pescăriță mare (Sterna caspia), chiră de baltă (Sterna hirundo), chiră de mare (Sterna sandvicensis), fluierar de mlaștină (Tringa glareola).